# باروسو (میناس گرایس)
باروسو (به پرتغالی: Barroso) یک منطقهٔ مسکونی در برزیل است که در میناز ژرایس واقع شده‌است. باروسو ۸۱٫۷۲۶ کیلومتر مربع مساحت و ۲۰٬۸۹۷ نفر جمعیت دارد و ۹۲۹ متر بالاتر از سطح دریا واقع شده‌است.